# Becontree (stanice metra v Londýně)
Becontree je stanice metra v Londýně, otevřená roku 1926 jako Gale Street Halt. Roku 1932 bylo jméno stanice změněno na současné. Autobusovou dopravu zajišťují linky 5, 62, 364 a noční linka N15. Stanice se nachází v přepravní zóně 5 a leží na lince:
- District Line mezi stanicemi Upney a Dagenham Heathway.

| Rok  | Počet cestujících |
| ---- | ----------------- |
| 2011 | 2,76 mil          |
| 2012 | 2,84 mil          |
| 2013 | 3,04 mil          |
| 2014 | 3,40 mil          |